# Curtafond
Curtafond ist eine französische Gemeinde mit 805 Einwohnern (Stand: 1. Januar 2022) im Département Ain in der Region Auvergne-Rhône-Alpes. Sie gehört zum Kanton Attignat im Arrondissement Bourg-en-Bresse.

## Geographie
Die Gemeinde Curtafond liegt in der Bresse, etwa zwölf Kilometer nordwestlich von Bourg-en-Bresse und etwa 19 Kilometer ostsüdöstlich der Stadt Mâcon.
Umgeben wird Curtafond von den Nachbargemeinden Saint-Didier-d’Aussiat im Nordwesten und Norden, Saint-Martin-le-Châtel im Norden und Nordosten, Polliat im Osten und Süden sowie Confrançon im Westen.
Durch die Gemeinde Curtafond führt die Autoroute A40.

## Bevölkerungsentwicklung
| Jahr                       | 1962 | 1968 | 1975 | 1982 | 1990 | 1999 | 2006 | 2013 | 2020 |
| Einwohner                  | 460  | 409  | 382  | 427  | 422  | 590  | 662  | 721  | 784  |
| Quellen: Cassini und INSEE |      |      |      |      |      |      |      |      |      |

## Sehenswürdigkeiten
- Romanische Kirche Saint-Clément aus dem 12. Jahrhundert

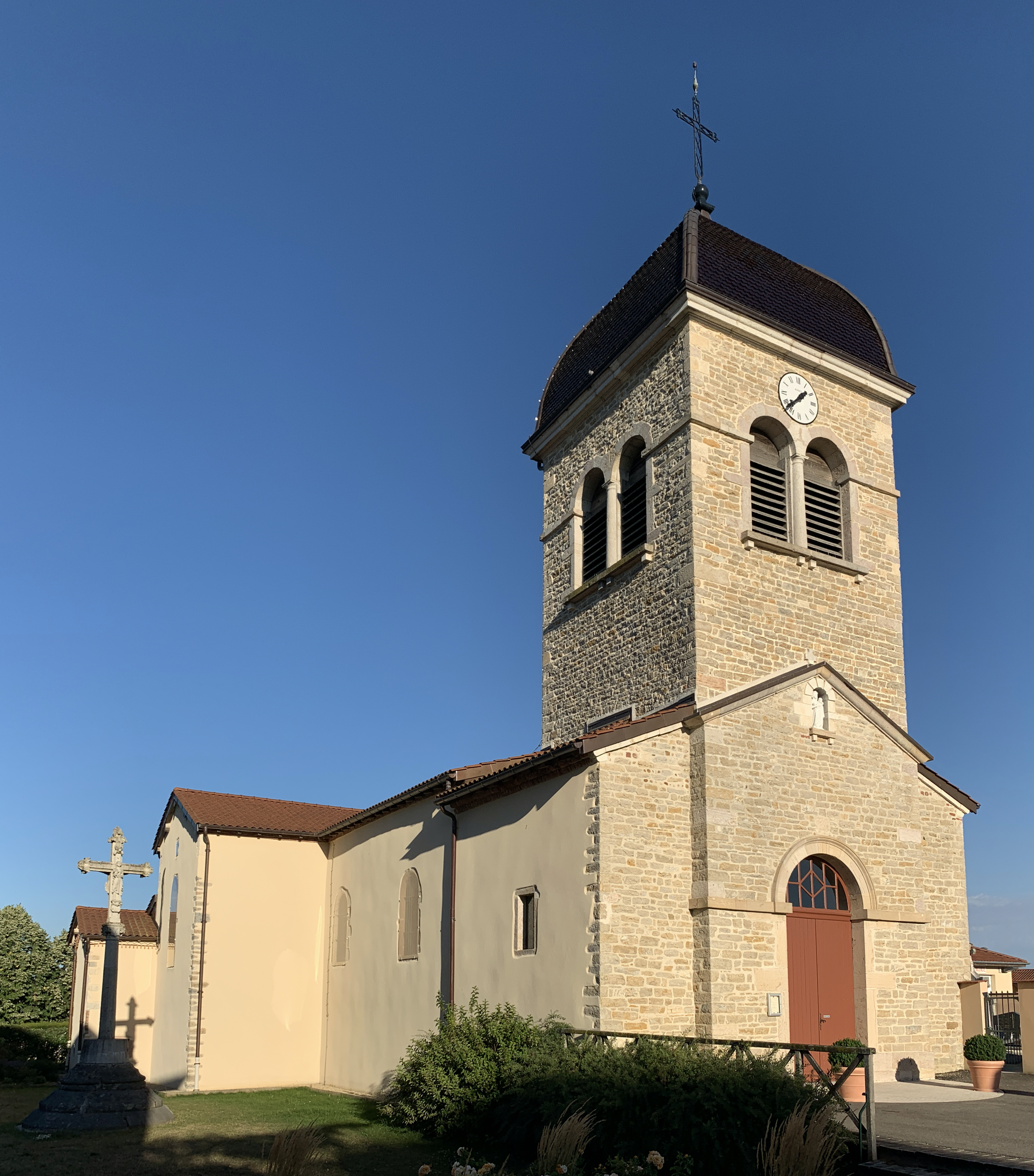
Kirche Saint-Clément
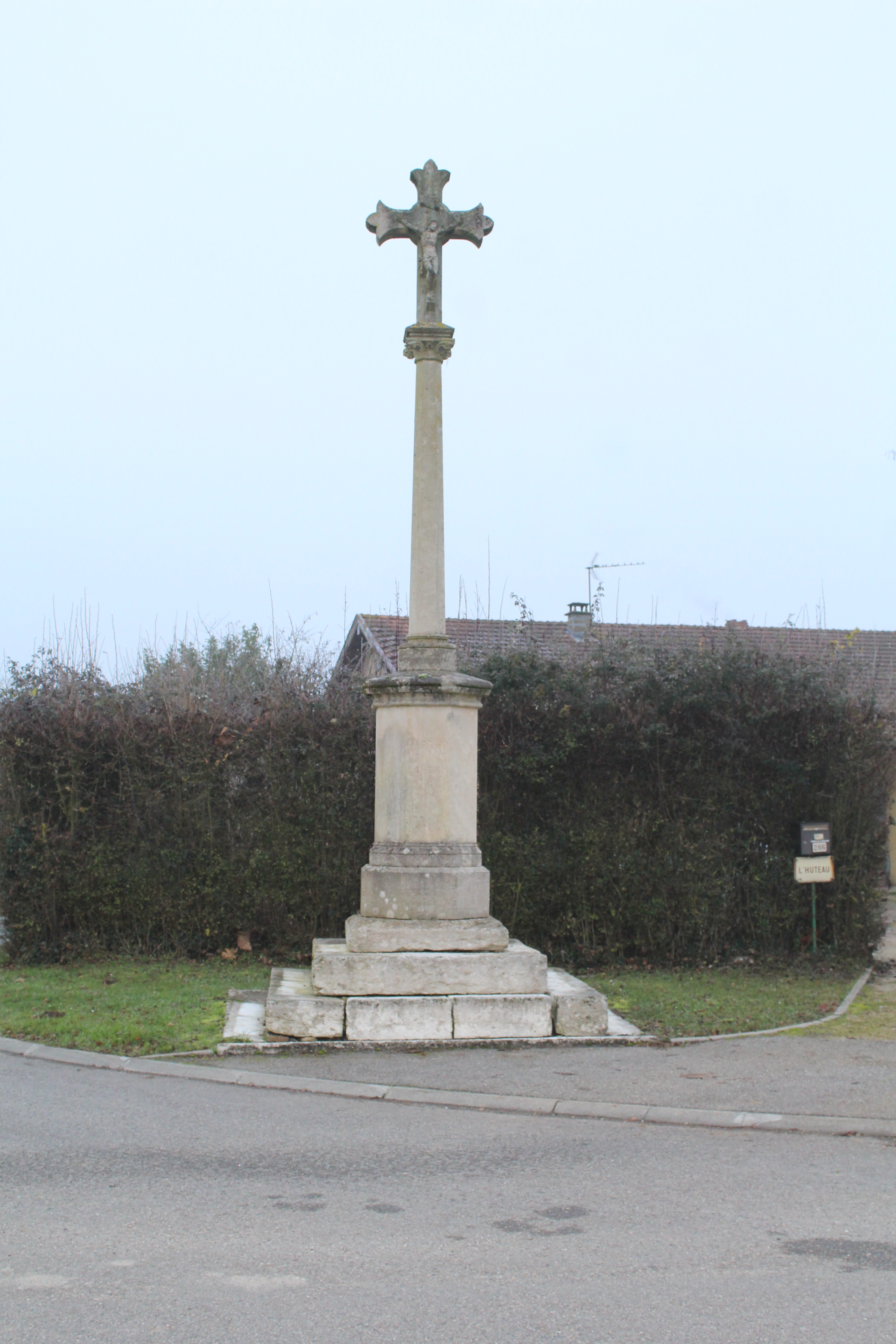
Wegkreuz an der Route Chevinière
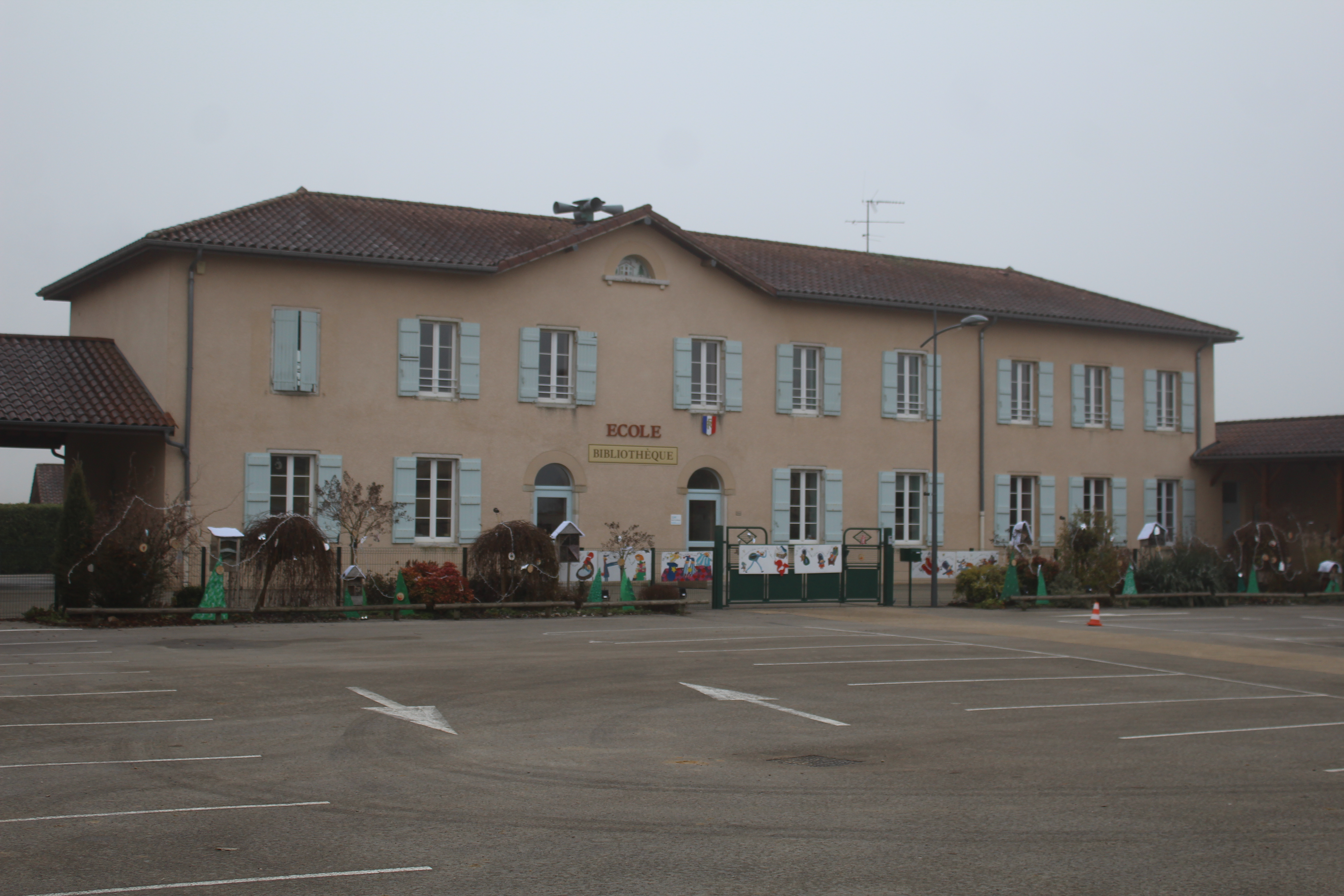
Schule
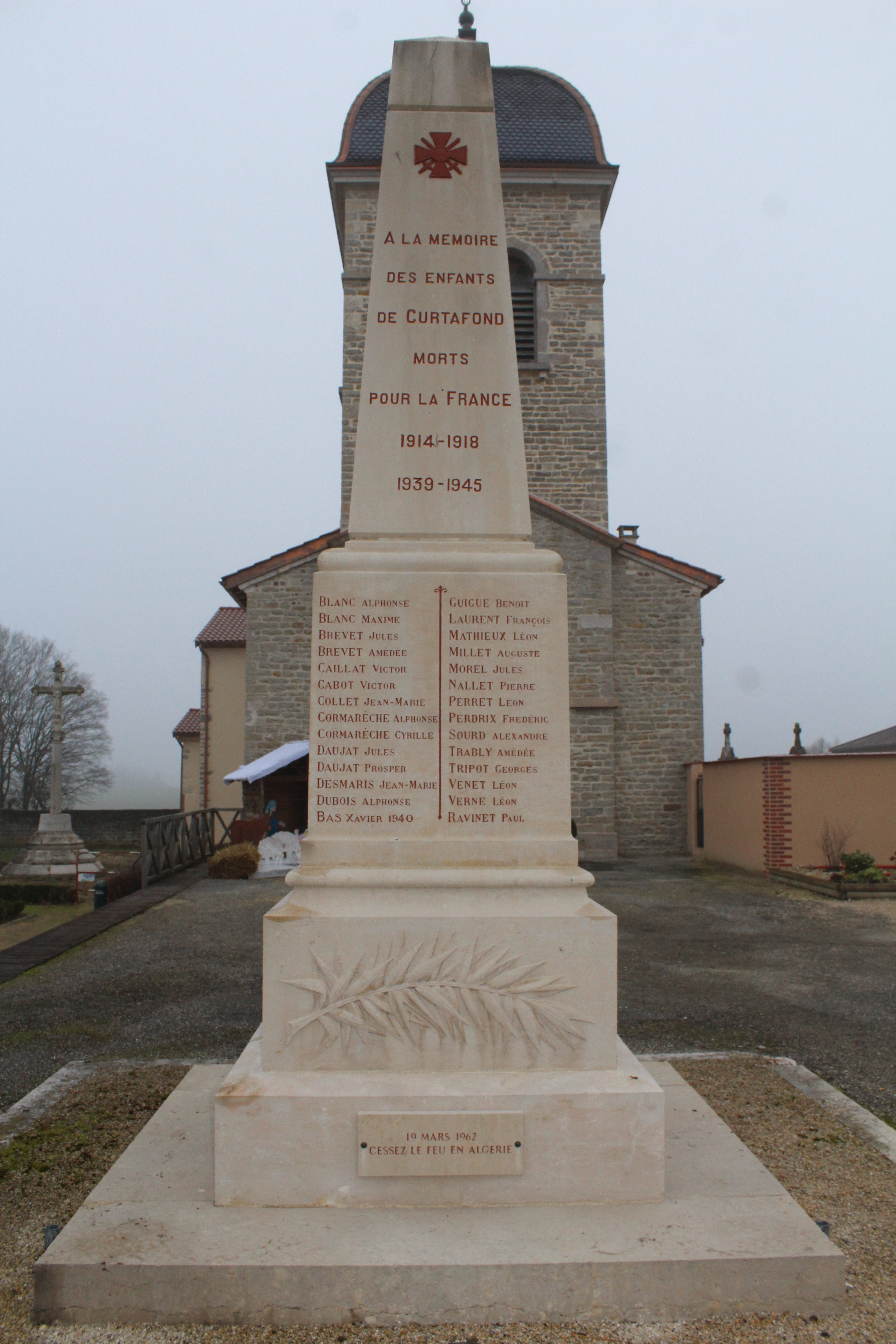
Gefallenendenkmal